# Betula bottnica
Betula bottnica är en björkväxtart som beskrevs av Aukusti Juhana Mela. Betula bottnica ingår i släktet björkar, och familjen björkväxter. Inga underarter finns listade.